# Zilog ZNEO
A Zilog Z16F ZNEO-sorozat a Z8 Encore! mikrovezérlő-sorozat fejlettebb változata, kb. 2006 elején jelent meg. A ZNEO vezérlők processzora egy 16 bites, Neumann-architektúrájú, big-endian bájtsorrendű, utasítás-futószalagos felépítésű CISC mag. A processzor a legtöbb parancsot egy órajelciklus alatt hajtja végre, így 20 MHz-es órajel mellett körülbelül 15 MIPS teljesítményt érhet el. A vezérlők beépített memóriákat is tartalmaznak, amelyek mérete max. 128 KiB flash programmemória és 4 KiB SRAM adatmemória céljaira. A belső flashmemória nulla várakozási állapotú, gyors memória, ami 16 bites címzésű. Címbusza 24 bites, amivel 16 MiB memóriaterület címezhető, a vezérlők opcionálisan 8 vagy 16 bites adatbuszokhoz is kapcsolódhatnak. A processzor 32 bites ALU-val rendelkezik. Az utasításkészletben megtalálhatók a 8, 16 és 32 bites aritmetikai és logikai műveletek, valamint a 32×32 bites szorzás és 64 bites számok osztása legfeljebb 32 bites osztóval. A regiszterkészlet 16 db 32 bites regiszterből áll. A regiszterműveletek 32 bitesek, mindegyik regiszter akkumulátorként szerepelhet. Több-bájtos PUSH és POP utasításai vannak, amelyek meggyorsítják a kontextusváltást.
További összetevői a következők:
- Tizenkét 10 bites analóg-digitális átalakító (fokozatos közelítésű, sample and hold üzemmód)
- Egy analóg komparátor
- Egy műveleti erősítő
- Három 16 bites időzítő
- Egy 12 bites impulzusszélesség-modulátor (PWM) hat kimenettel
- Watchdog timer saját RC oszcillátorral
- Négycsatornás DMA vezérlő
- ESP Interfész (Enhanced Serial Interface periféria-csatlakozófelület)
- I²C – Master/Slave vezérlő
- 2 UART, 9 bites, full duplex, IrDA és LIN (Local Interconnect Network) csatlakoztatási lehetőségekkel
- Maximum 76 db általános célú be- és kimeneti csatlakozó (fizikai processzorkivezetés)

Javasolt felhasználási területei:
- Motorvezérlés (pl. AC indukciós és DC kefe nélküli szervomotorok)
- Rendszerfelügyelet, monitorozás
- Biztonsági panelek, kezelőfelületek és megjelenítők

## Fordítás
Ez a szócikk részben vagy egészben a Zilog ZNEO című német Wikipédia-szócikk ezen változatának fordításán alapul.  Az eredeti cikk szerkesztőit annak laptörténete sorolja fel. Ez a jelzés csupán a megfogalmazás eredetét és a szerzői jogokat jelzi, nem szolgál a cikkben szereplő információk forrásmegjelöléseként.